# 曼氏裂頭絛蟲
曼氏裂頭絛蟲（學名：Spirometra mansoni），又稱曼氏迭宮絛蟲或孟氏裂頭絛蟲，是一種寄生蟲，屬於裂頭絛蟲科螺旋絛蟲屬。
螺旋絛蟲屬的裂頭幼蟲（spargana），其引起的症狀稱為裂頭絛蟲症（sparganosis），假葉目絛蟲之裂頭幼蟲（裂頭蚴，plerocercoid或Sparganum）會寄生於人的腦部，導致曼氏裂頭蚴病（sparganosis mansoni）。

## 形态

### 成虫
长60—100（24—39英寸），宽0.5—0.6（0.20—0.24英寸），头节细小，呈指状。其背腹面各有一条纵衡的吸槽。颈部细长，链体有节片约1000个，节片一般宽度均大于长度。但远端的节片长宽几近相等。成节可孕节，均具有发育成熟的雌雄生殖器官一套，结构基本相似。肉眼即可见到节片中部凸起的子宫，在孕节中更为明显。
睾丸呈小泡状，有数百个，散佈在节片中部，由睾丸发出的输出管在节片中央汇合成输精管，然后弯曲向前并膨大成贮精囊和阴茎。再通入节片前部中央腹面的圆形雄生殖孔。卵巢分两叶位于节片后部，自卵巢中央伸出短的输卵管，其末端膨大为卵模后连接子宫、卵模外有梅氏腺包绕。阴道为纵行的小管。其月牙形的外口位于雄性生殖孔之后。卵黄腺散布在实质的表层，子宫位于节片中部，螺旋状盘曲，紧密重结，基部旷达而顶端窄小。略呈发髻状，子宫孔开于阴道口之后。

### 卵
椭圆形，两端稍尖，长56—76μm，宽31—44μm，呈前灰褐色，卵壳较薄一端有盖内有一个卵细胞和若干个卵黄细胞。

### 裂头蚴
长带形，白色，约300mm×0.7mm，头部膨大，末端钝圆，体前段无吸槽，中央有一明确凹陷，是与成虫相似的头节。体不分节但具横皱褶。

## 生活史
为成虫在猫等终宿主小肠产出虫卵—钩球蚴---橈腳類（剑水蚤）；曼氏迭宫绦虫成虫寄生在猫科动物的小肠内，此虫排出的虫卵随粪便到了体外，在水中孵出幼虫，幼虫被水中的剑水蚤吞食后发育为原尾蚴，若剑水蚤被蝌蚪吞食后，随蝌蚪发育成蛙，原尾蚴也发育成裂头蚴。裂头蚴具有很强的收缩和移动能力，常迁移到蛙的肌肉，特别喜寄居在蛙的腿部肌肉中。終宿主除貓與狗之外，還有虎、豹、狐狸、獅與豹等貓科動物。

## 流行病學
主要分布于温带，中國大陸、韓國、日本、印尼、菲律賓、馬來西亞與越南等地，美洲、澳洲、歐洲與非洲也有紀錄，臺灣有十幾病例的報告。

## 症状体征

### 成虫致病
曼氏迭宫绦虫成虫偶然寄生人体，对人的致病力也不大，一般无明显症状，可因虫体机械和化学刺激引起中、上腹不适、微疼恶心、呕吐等轻微症状。经驱虫后即消失。

### 曼氏裂头蚴病
裂头蚴寄生人体可引起曼氏裂头蚴病，较为多见，危害远较成虫大，其严重性因裂头蚴移行和寄居部位不同而异。常见寄生于人体的部位依次是：眼睑部、四肢、躯体、皮下、口腔颌面部和内脏，另外也有裂頭蚴遊移至乳房的報告。被侵袭部位可形成嗜酸性肉芽囊肿包，致使局部肿胀，甚至发生膿肿。囊包直径约1—6cm。具囊腔，腔内盘曲的裂头蚴可从1条至10余条不等。

## 外部連結
- 寄生蟲學-Nematoda(線蟲)-Spirometra mansoni(曼森裂頭絛蟲) （页面存档备份，存于）[來源可靠？]
- 曼氏裂頭絛蟲的相關圖片 （页面存档备份，存于）